# 小行星5770
小行星5770（5770 Aricam）是一颗围绕太阳公转的小行星。1987年9月12日，亨利·德波鸿诺在拉西拉天文台发现了此天体。
这颗小行星的绝对星等为251.3984416629175等。